# 奧古斯蒂娜博物館
奧古斯蒂娜博物館（德語：Augustiner Museum）是位於德國城市弗賴堡的一座博物館。

## 历史
奧古斯蒂娜博物館現在正在進行大規模整修，第一階段已經在2010年完工。

## 画廊

奧古斯蒂娜博物館 - Augustinermuseum
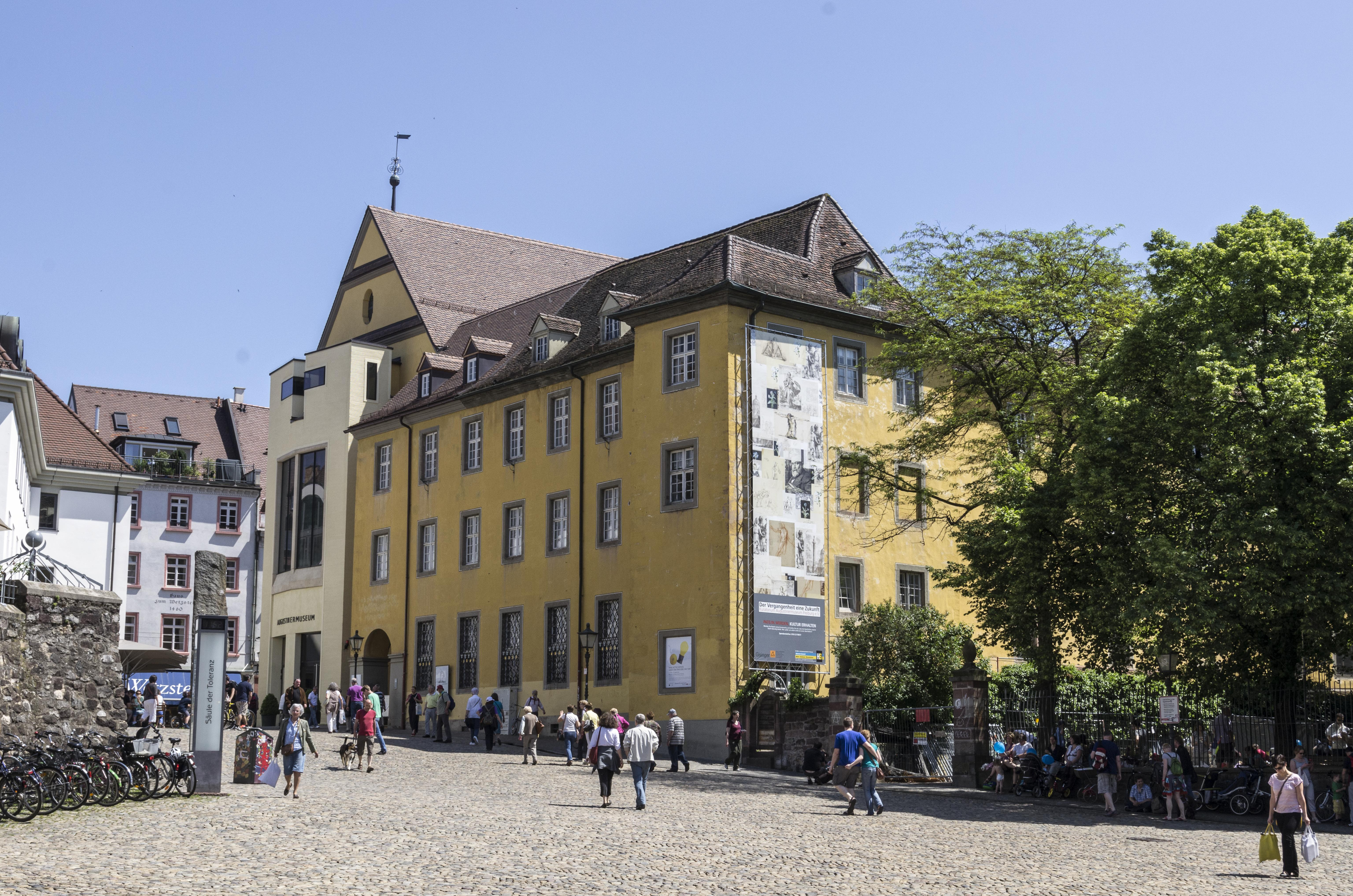
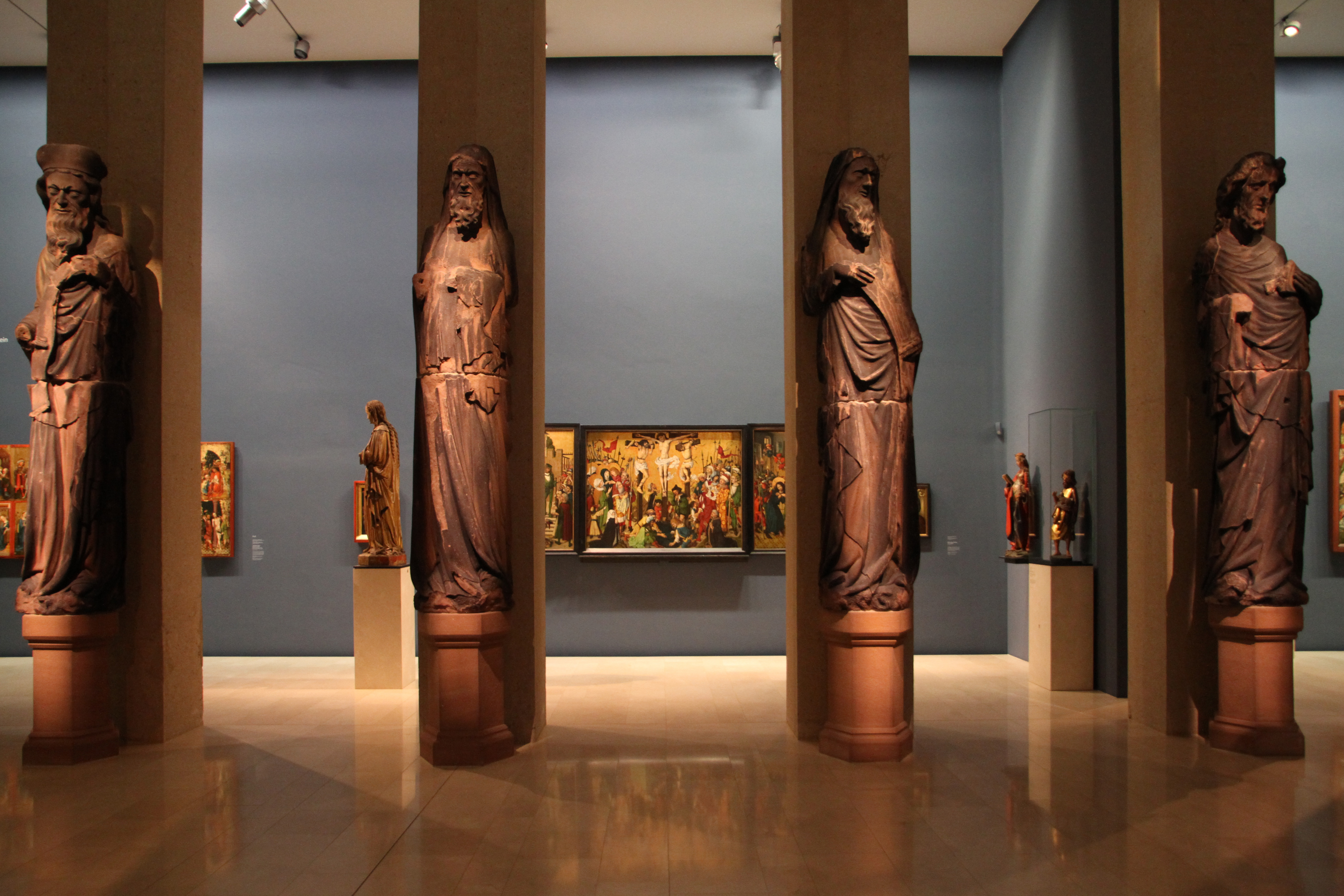
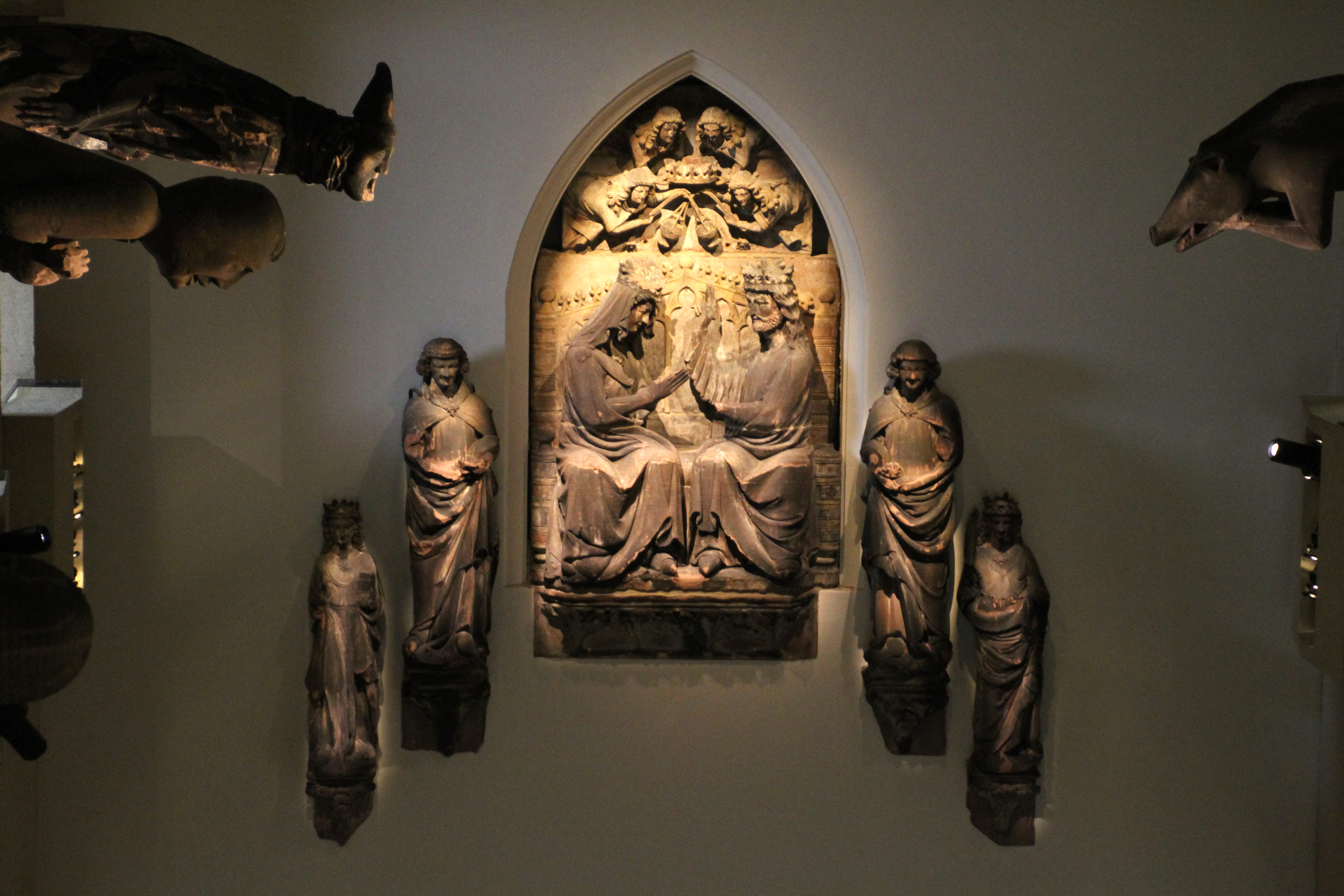
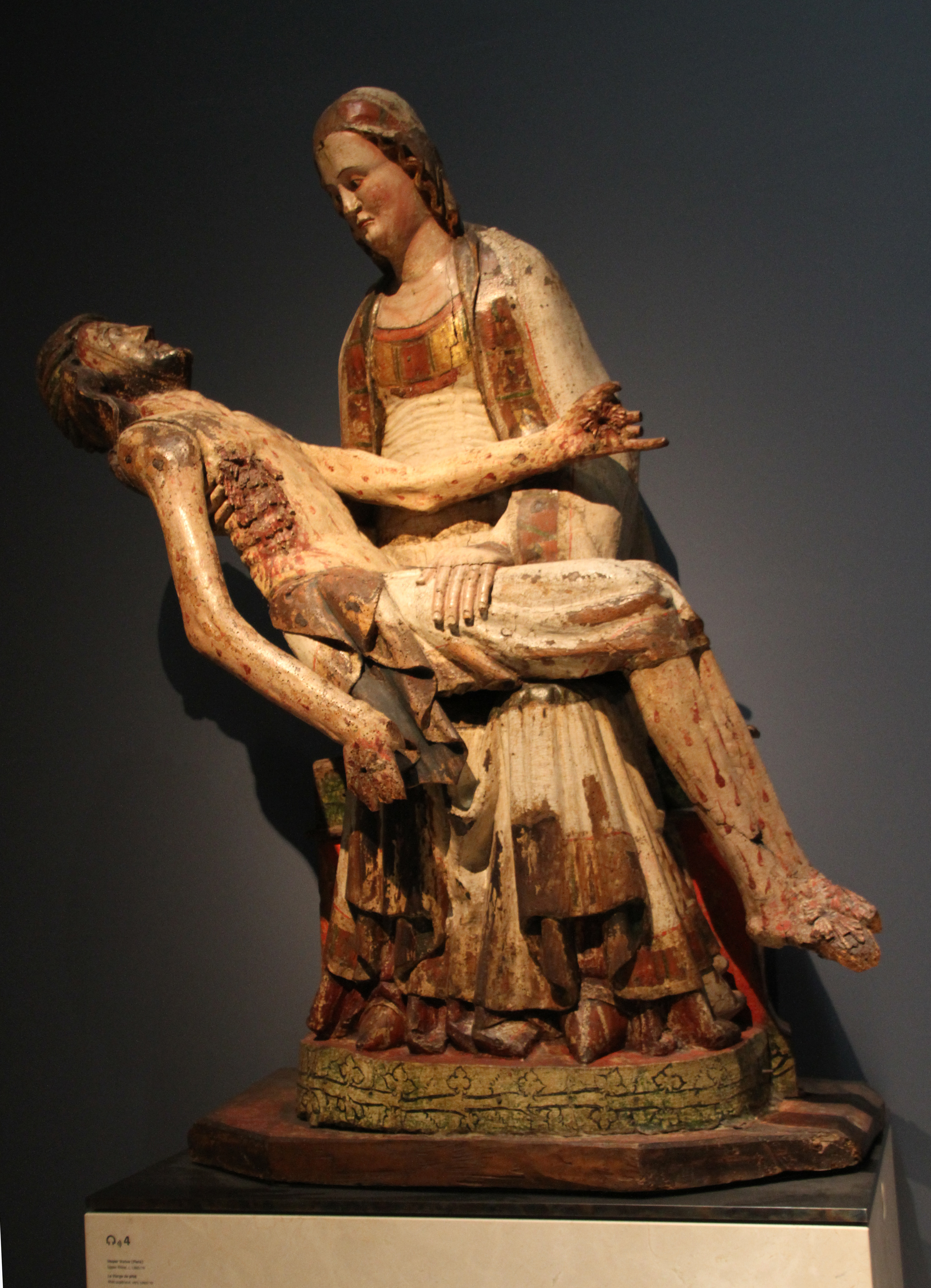
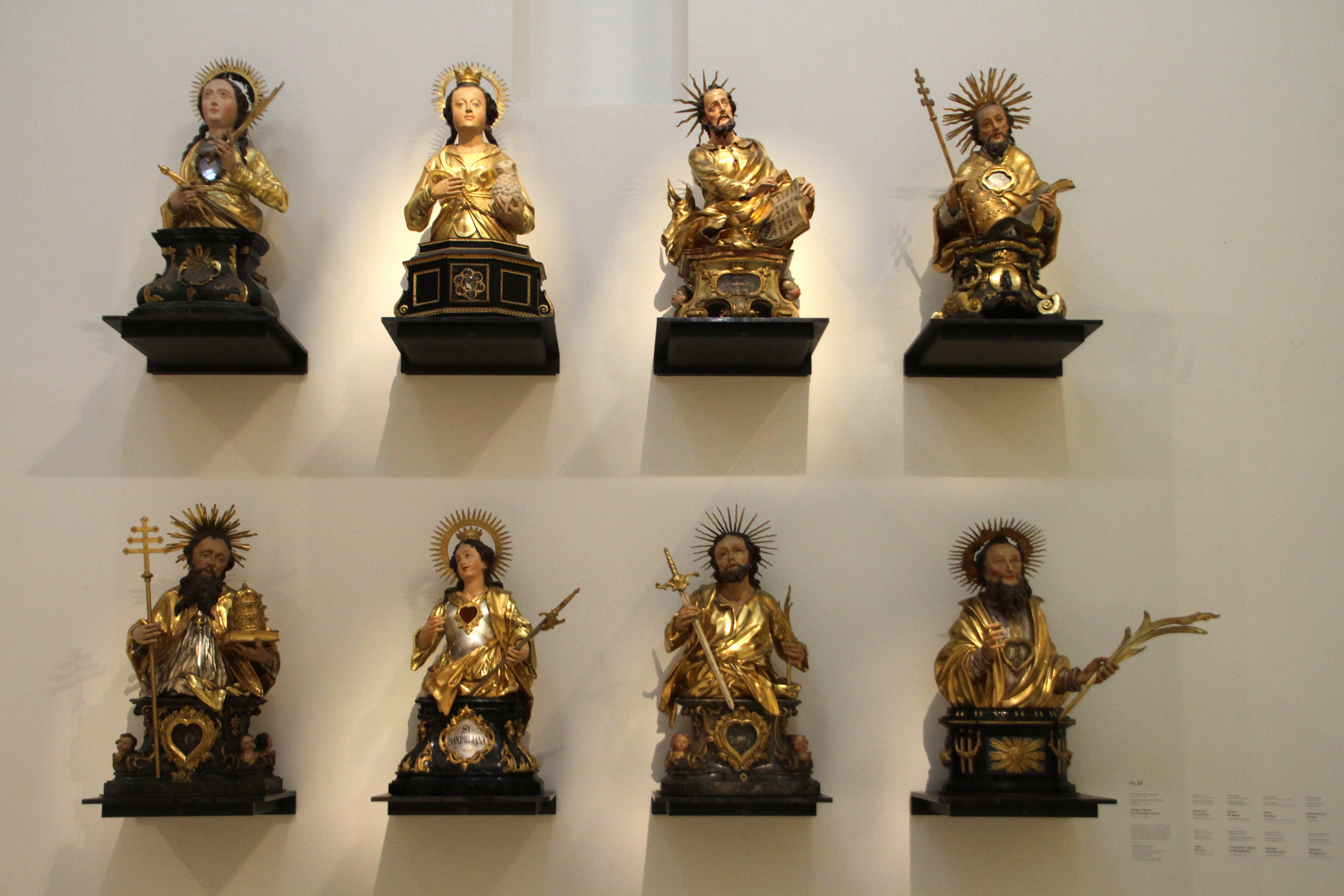
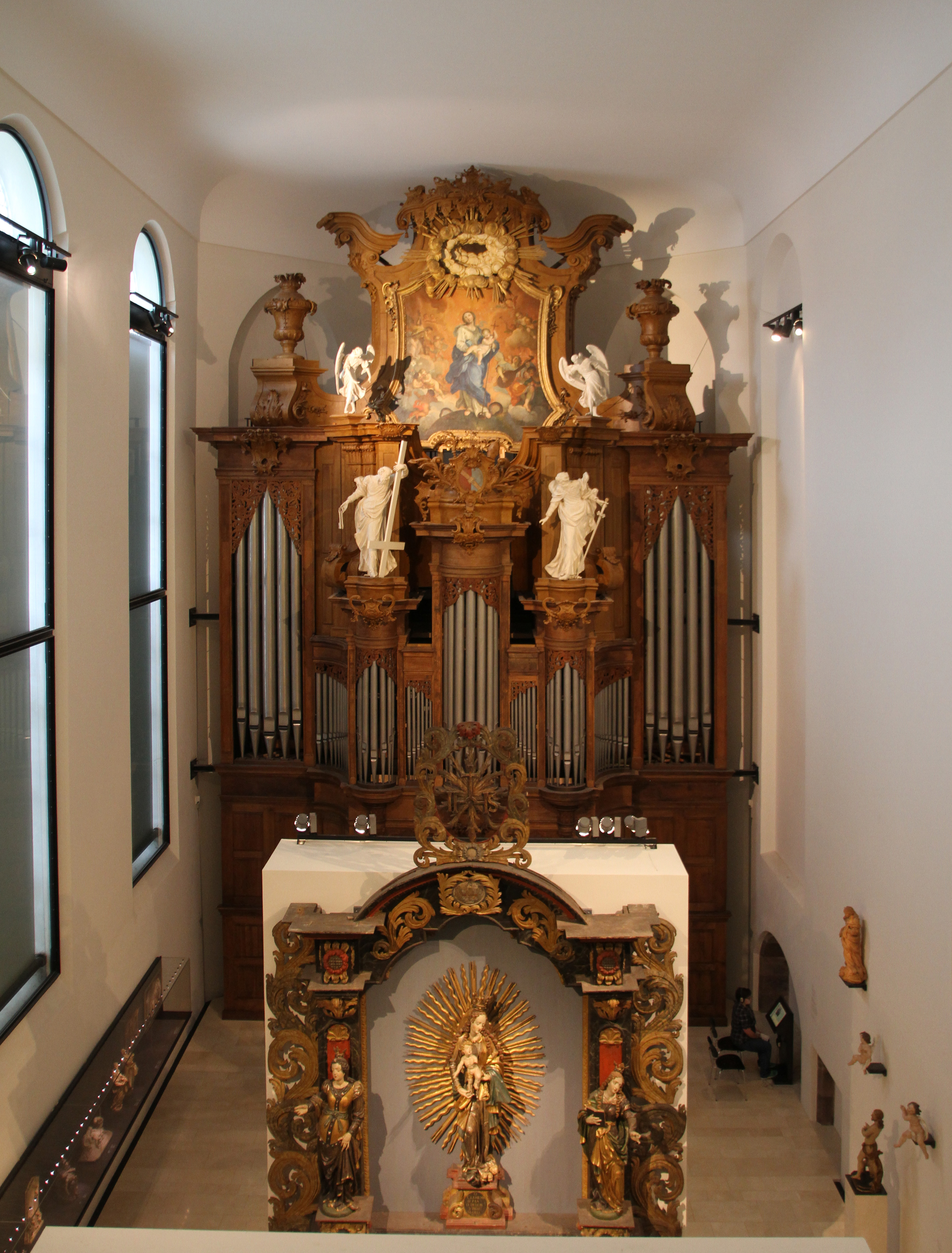

## 外部連結
- Home page （德文）

47°59′38″N 7°51′09″E / 47.99389°N 7.85250°E